# Murallón de Córdoba
El Murallón es una estructura que protege a la ciudad de Córdoba de inundaciones del río Guadalquivir. Las obras se desarrollaron por fases, construyéndose el Paseo de la Ribera entre el molino de Martos y la Cruz del Rastro (1802-1852), la Ronda de Isasa entre la Cruz del Rastro y el puente romano (1891-1905), y la ampliación de esta entre el puente romano y la esquina suroriental del Alcázar de los Reyes Cristianos (1907-1912).

## Historia

### Proyecto

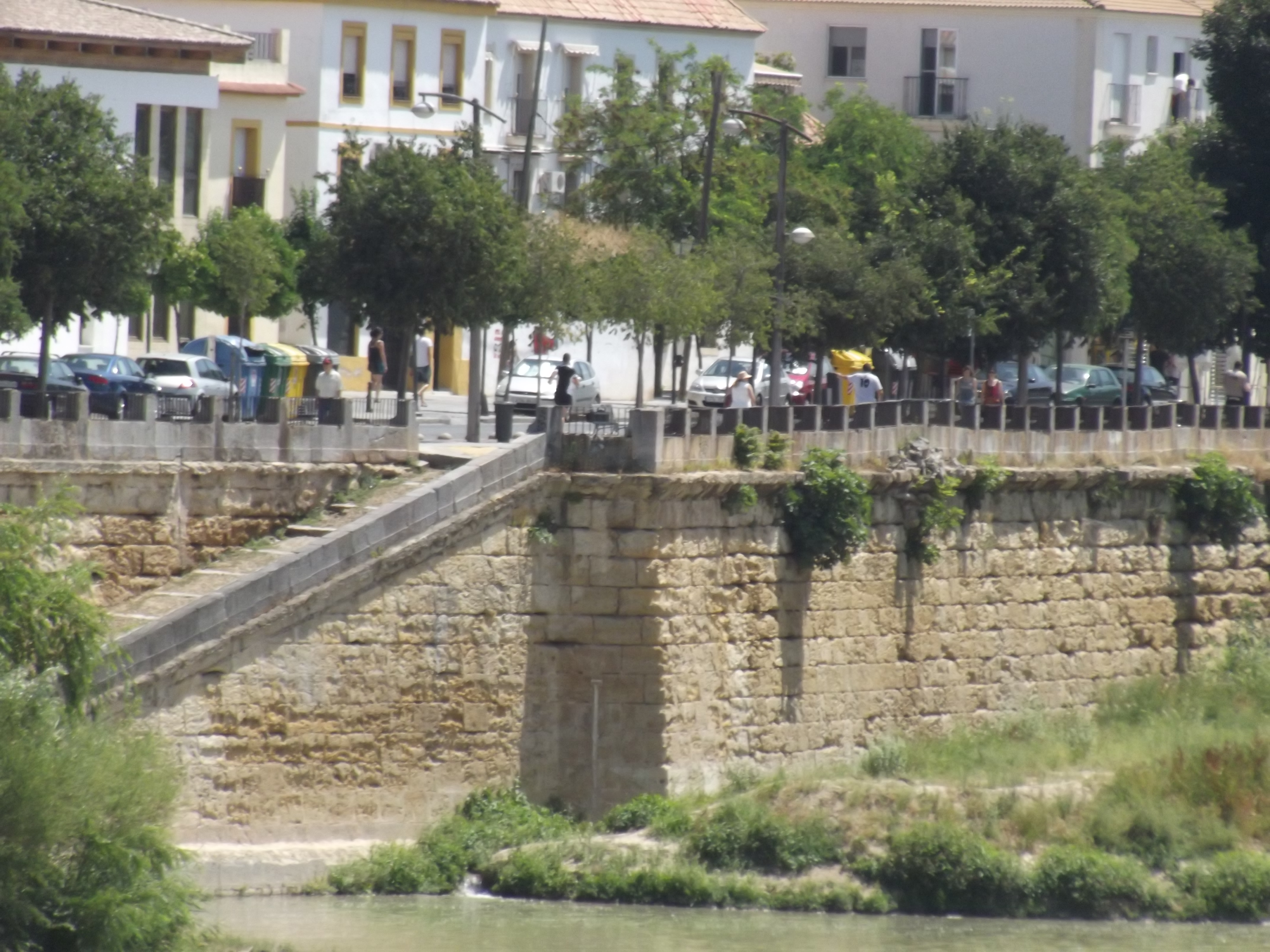
Vista del Murallón en el Paseo de la Ribera.

Aunque el Consejo de Castilla había intentado realizar anteriormente la construcción de un murallón desde el puente romano hasta el molino de Martos en 1770, llegando incluso a encomendar el proyecto a Pedro Folch y bajo la dirección de los maestros Bernardo Otero y Cristóbal de la Vega, la Real Provisión de 1773 que permitió a la ciudad gastar más de un millón de reales en la reparación, únicamente se gastó en restaurar el puente romano, ya que cuando iban a comenzar las obras del Murallón en 1778 ya se habían terminado los fondos. De nuevo, el puente tuvo que ser remodelado tras una riada entre 1783 y enero de 1784, lo que volvió a dejar sin presupuesto al proyecto. Finalmente, la muerte del rey Carlos III en 1788 dio por concluido este fallido intento.
En 1790 el Consejo castellano volvió a plantear la construcción del Murallón tras las peticiones constantes del municipio, tomándose en consideración el proyecto de Ignacio de Tomás, realizado el 10 de octubre de 1791, y otro de Vicente López Cardeza que no se ha conservado, ambos conocedores de esta problemática. Tomás consiguió el proyecto tras indicar que Cardeza no había considerado que el río se filtraba en los cimientos de algunas viviendas hasta catorce varas. Ignacio de Tomás (1744-1812), originario de Cervera y perteneciente a la Real Academia de Bellas Artes de San Fernando en Madrid, se había asentado en Córdoba un año antes, donde realizó varios proyectos para la ciudad. El proyecto también preveía la construcción de una carretera que desviara el tráfico entre Madrid y Cádiz por la ribera, evitando el paso de carruajes por el centro de la ciudad.

### Construcción
A pesar de que el proyecto data de 1791, las obras de construcción no comenzaron hasta 1802 y tuvieron constantes interrupciones debido a la incapacidad técnica de resolver problemas de ingeniería hidráulica o por la falta de recursos, debido a que en varias ocasiones se destinaron los recursos a otras obras de la ciudad. Por lo tanto, en 1852 las obras solo habían alcanzado la mitad del trayecto desde el molino de Martos hasta la Cruz del Rastro, que además fue eliminada. Esta zona se denominó Paseo de la Ribera y se adecuó para paseo con la instalación de árboles y bancos.
Las obras quedaron paralizadas durante décadas hasta que volvieron a retomarse en 1882 por el ingeniero Luis Sainz Gutiérrez desde la Cruz del Rastro hasta el puente romano, llevando a un gran desembolso por parte del Ayuntamiento de Córdoba debido a las numerosas expropiaciones necesarias. Así pues, las obras se retrasaron hasta 1891 y no finalizaron hasta 1905 cuando, en agradecimiento al ministro de Fomento Santos Isasa, oriundo de Montoro y quien ayudó a su construcción, se decidió llamar a esta nueva vía Ronda de Isasa.
Finalmente, entre 1907 y 1912 se llevaron a cabo las obras entre el puente romano y la esquina suroriental del Alcázar de los Reyes Cristianos, por entonces cárcel municipal, desde donde partía el camino hasta la antigua estación de trenes. Este proyecto conllevó la destrucción del molino de Hierro, lo que dejó incompleto al molino de la Albolafia.